# عمر أنصاري
عمر أنصاري (بالهندية: उमर बिन मुख्तार अंसारी)‏ هو سياسي هندي، ولد في 23 سبتمبر 1998 في أتر برديش في الهند.